# Nederlandse kampioenschappen veldrijden 2013
De Nederlandse kampioenschappen veldrijden 2013 werden verreden op zaterdag 12 en zondag 13 januari 2013 in Hilvarenbeek nabij recreatieplas Victoriameer. Het parcours was uitgetekend door Gerben de Knegt en had een lengte van circa 3 kilometer.

## Uitslagen

### Mannen elite
Lars Boom was titelverdediger bij de heren, nadat hij in de voorgaande zes jaren de titel had opgeëist. Echter in het jaar ervoor had hij zich meer op het wielrennen gericht en maar twee veldritten in aanloop naar het NK verreden. Er stonden 27 renners in de elite-klasse aan de start. Boom werd tweede achter Lars van der Haar, die de twee jaren ervoor de beloftentitel had gewonnen. Derde werd Thijs van Amerongen.
| Plaats                    | Naam                | Tijd    |
| ------------------------- | ------------------- | ------- |
| Nederlandse kampioenstrui | Lars van der Haar   | 1:02.06 |
| Zilver                    | Lars Boom           | + 53    |
| Brons                     | Thijs van Amerongen | + 58    |
| 4                         | Twan van den Brand  | + 1.33  |
| 5                         | Thijs Al            | + 1.55  |
| 6                         | Micki van Empel     | + 2.19  |
| 7                         | Patrick van Leeuwen | + 2.26  |
| 8                         | Eddy van IJzendoorn | z.t.    |
| 9                         | Mitchell Huenders   | + 2.44  |
| 10                        | Niels Wubben        | + 2.54  |

### Vrouwen elite
Marianne Vos was de titelverdedigster waarbij zij de voorgaande twee jaren de titel had gewonnen. Vos won de strijd van 27 vrouwen voor Sanne van Paassen en Sabrina Stultiens.
| Plaats                    | Naam                   | Tijd   |
| ------------------------- | ---------------------- | ------ |
| Nederlandse kampioenstrui | Marianne Vos           | 41.35  |
| Zilver                    | Sanne van Paassen      | + 43   |
| Brons                     | Sabrina Stultiens      | + 1.24 |
| 4                         | Annefleur Kalvenhaar   | + 2.02 |
| 5                         | Arenda Grimberg        | + 2.22 |
| 6                         | Reza Hormes-Ravenstijn | + 3.26 |
| 7                         | Karen Brouwer          | + 3.53 |
| 8                         | Bianca van den Hoek    | + 4.19 |
| 9                         | Lucinda Brand          | + 4.37 |
| 10                        | Veerle Goossens        | + 5.06 |

### Mannen beloften
| Plaats                    | Naam                    | Tijd   |
| ------------------------- | ----------------------- | ------ |
| Nederlandse kampioenstrui | David van der Poel      | 50.32  |
| Zilver                    | Corné van Kessel        | z.t.   |
| Brons                     | Mike Teunissen          | z.t.   |
| 4                         | Gert-Jan Bosman         | + 36   |
| 5                         | Michiel van der Heijden | + 41   |
| 6                         | Emiel Dolfsma           | + 1.39 |
| 7                         | Tijmen Eising           | + 1.52 |
| 8                         | Stan Godrie             | + 1.59 |
| 9                         | Tim Ariesen             | + 2.01 |
| 10                        | Koen Weijers            | z.t.   |

### Jongens junioren
| Plaats                    | Naam                  | Tijd   |
| ------------------------- | --------------------- | ------ |
| Nederlandse kampioenstrui | Mathieu van der Poel  | 44.32  |
| Zilver                    | Martijn Budding       | + 49   |
| Brons                     | Joris Nieuwenhuis     | + 1.21 |
| 4                         | Sieben Wouters        | + 1.50 |
| 5                         | Stan Wijkel           | z.t.   |
| 6                         | Mats Lammertink       | + 2.40 |
| 7                         | Bjorn van der Heijden | + 3.00 |
| 8                         | Vincent Kip           | + 3.05 |
| 9                         | Koen van Dijke        | z.t.   |
| 10                        | Richard Jansen        | z.t.   |

### Meisjes junioren
| rang | rijder                | tijd |
| ---- | --------------------- | ---- |
| 1    | Evy Kuijpers          |      |
| 2    | Lotte Eikelenboom     |      |
| 3    | Esmee Oosterman       |      |
| 4    | Marjolein Wijkel      |      |
| 5    | Lindy van Anrooij     |      |
| 6    | Annemarie Worst       |      |
| 7    | Pernilla van Rozelaar |      |
| 8    | Irene Gerritsen       |      |
| 9    | Lizzy Witlox          |      |
| 10   | Kinga Quaaden         |      |
| 11   | Julia Evers           |      |
| 12   | Tessa Neefjes         |      |
| 13   | Lina Tibbe            |      |

### Meisjes nieuwelingen
| rang | rijder                     | tijd |
| ---- | -------------------------- | ---- |
| 1    | Yara Kastelijn             |      |
| 2    | Jamie Bierens              |      |
| 3    | Fleur Nagengast            |      |
| 4    | Karlijn Swinkels           |      |
| 5    | Ceylin del Carmen Alvarado |      |
| 6    | Delore Stougje             |      |
| 7    | Maaike de Heij             |      |
| 8    | Myrthe Willemsen           |      |
| 9    | Daimy Hellemons            |      |
| 10   | Floor Weerink              |      |
| 11   | Celine van Houtum          |      |
| 12   | Anne Huinen                |      |
| 13   | Claudie Peels              |      |
| 14   | Rachelle van Kappel        |      |
| 15   | Sabine Hey                 |      |

Kampioenschappen:  Wereldkampioenschappen · 
 Europese kampioenschappen · 
 Belgische kampioenschappen · 
 Nederlandse kampioenschappen
Klassementen:  Wereldbeker · 
 Superprestige · 
 Bpost bank trofee ·
 TOI TOI Cup ·
 Challenge national
Overig:  Soudal Classics
1963 · 
1964 · 
1965 · 
1966 · 
1967 · 
1968 · 
1969 · 
1970 · 
1971 · 
1972 · 
1973 · 
1974 · 
1975 · 
1976 · 
1977 · 
1978 · 
1979 · 
1980 · 
1981 · 
1982 · 
1983 · 
1984 · 
1985 · 
1986 · 
1987 · 
1988 · 
1989 · 
1990 · 
1991 · 
1992 · 
1993 · 
1994 · 
1995 · 
1996 · 
1997 · 
1998 · 
1999 · 
2000 · 
2001 · 
2002 · 
2003 · 
2004 · 
2005 · 
2006 · 
2007 · 
2008 · 
2009 · 
2010 ·
2011 ·
2012 ·
2013 ·
2014 ·
2015 ·
2016 ·
2017 ·
2018 ·
2019 ·
2020 ·
2021 ·
2022 ·
2023 · 2024 · 2025